# توماس سانت أنجيلو
توماس سانت أنجيلو (بالإنجليزية: Thomas St. Angelo)‏ هو سياسي أمريكي، ولد في 13 يناير 1899 في المملكة المتحدة، وتوفي في 16 يونيو 1967. حزبياً، نشط في الحزب الجمهوري. وقد انتخب عضو جمعية ولاية ويسكونسن.